# DJ

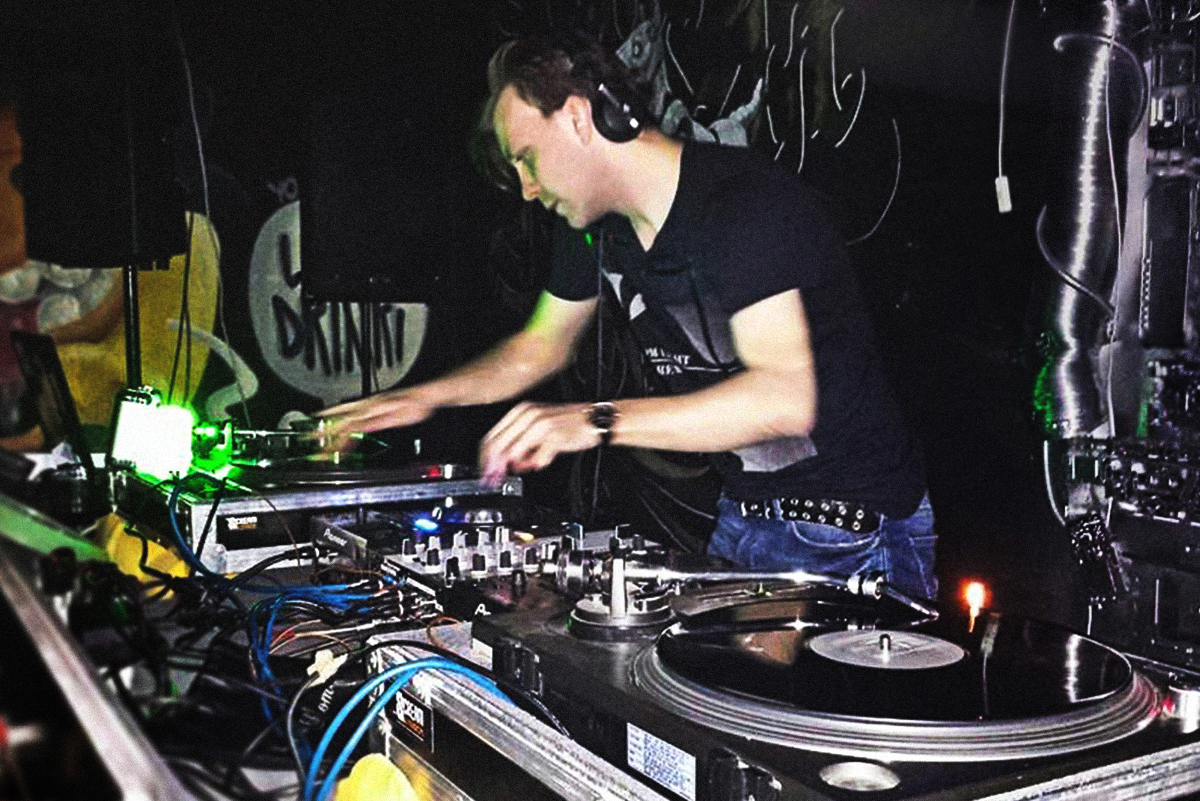
DJ Nail podczas występu na żywo, grający na gramofonach Technics SL-1200 i dj-skim mikserze

DJ (ang. disc jockey) – osoba zajmująca się dobieraniem oraz odtwarzaniem i miksowaniem muzyki na żywo. DJ najczęściej stara się stworzyć płynność muzyczną w swoim występie, łącząc ze sobą różne utwory muzyczne, dodając efekty dźwiękowe, sample, utwory typu a capella. DJ-e turntabliści posługują się także skreczem.
Niektórzy DJ-e podczas swoich występów prezentują utwory wraz z udziałem wokalistów lub z grą na instrumentach, takich jak np. syntezator, saksofon. Podczas pracy DJ może być też wspomagany przez MC, który utrzymuje kontakt z publicznością przez mikrofon.
Pojęcie Disc Jockey zostało po raz pierwszy użyte w 1935 roku przez Waltera Winchella, gdy opisywał Martina Blocka, pierwszego radiowca, który w oczach społeczeństwa uzyskał status gwiazdy.

## Cechy DJ-a
- umiejętność dobierania odpowiedniego repertuaru i – co z tym idzie w parze – obszerna wiedza muzyczna i znajomość aktualnych trendów muzycznych
- znajomość struktury odtwarzanych utworów
- umiejętność kontroli nad dźwiękiem za pomocą sprzętu
- wyczucie rytmu
- umiejętność dopasowywania do tempa dwóch lub więcej utworów (ang. beatmatching) – umiejętne zwalnianie lub przyspieszanie utworu, aby jego tempo zgadzało się z tempem poprzedniego
- zdolność do poprawnego odczytywania panującego na parkiecie nastroju i odpowiedniej reakcji na potrzeby publiczności

## Podział specjalizacji ze względu na miejsce pracy
- Klubowy DJ (ang. club DJ) – miksuje elektroniczną muzykę taneczną (potocznie zwaną muzyką klubową) w klubach, barach, również na imprezach masowych. Jego zadanie z reguły polega na miksowaniu ze sobą utworów tanecznych w taki sposób, żeby publiczność mogła tańczyć bez przerw między utworami. Najczęściej zwalnia lub przyspiesza utwory sprowadzając je do jednakowego tempa, a następnie nakłada początek kolejnego utworu na koniec poprzedniego (miksuje) dla uzyskania bardzo płynnego przejścia między nimi. Utwory te są z góry przygotowane do miksowania. Zdarza się, że istnieje potrzeba stworzenia bardziej wyraźnego przejścia między utworami. Zadaniem DJ-a klubowego jest też odpowiednie reagowanie na potrzeby publiczności, ale we własnych granicach muzycznych. Powinien on dbać, aby muzyka nie stała się nudna, dlatego m.in. nie powinien miksować muzyki znanej z mediów masowych. Tworzy w ten sposób własny oryginalny styl odbiegający od innych klubowych DJ-ów. Publiczność często patrzy na DJ-a, a jego zachowanie może być elementem show przez niego tworzonego. DJ-ów klubowych dzieli się ze względu na grany styl muzyczny (techno, house, drum and bass itp.).
- Dyskotekowy DJ – miksuje lub puszcza muzykę w dyskotekach. Gra muzykę aktualnie uznaną za popularną. Intensywnie odpowiada na potrzeby bawiących się ludzi puszczając muzykę na życzenie. Przekazuje pozdrowienia, dedykacje, zapowiada utwory. DJ-ów dyskotekowych dzieli się ze względu na grany styl muzyczny (rock, pop, disco polo itp.).
- DJ Skreczer/turntablista – najczęściej posługuje się odpowiednimi gramofonami, ewentualnie gramofonami połączonymi z oprogramowaniem na komputerze, i za pomocą tych urządzeń skreczuje dźwiękiem. Polega to na dynamicznym manipulowaniu krótkim fragmentem utworu – najczęściej specjalną próbką interesującego dźwięku – podczas gdy z drugiego odtwarzacza jest normalnie odtwarzany jakiś utwór.
- DJ studyjny – komponuje i nagrywa utwory w celu publikacji na płytach/w telewizji/Internecie, często z towarzyszeniem innych (najlepiej znanych) wykonawców np. wokalistek.

## Sprzęt
Ze względu na sposób montażu, sprzęt DJ-ski może występować w wersjach:
- Tabletop – sprzęt przystosowany do stawiania na płaskiej powierzchni, np. stole, lub montowania w specjalnym uchwycie przeznaczonym dla danego odtwarzacza – taki sposób ustawienia sprzętu jest stosowany przez turntablistów i DJ-ów klubowych.
- Rack mounted – sprzęt przystosowany do montażu w ramach montażowych – standardowo 19-calowych. Odtwarzacze w wersjach rack mounted często są zwane dualami, co oznacza, że w jednej obudowie zawierają dwa odtwarzacze.

DJ również dobiera odpowiedni sprzęt pod względem stylu pracy – skreczer/turntablista będzie preferował skrecz-mikser (specjalnie przystosowany do skreczowania) i koniecznie będzie używał gramofonów lub odtwarzaczy cyfrowych wyposażonych w możliwość skreczowania, natomiast DJ, który płynnie miksuje muzykę taneczną, raczej będzie preferował mikser wielokanałowy z efektorem oraz wystarczą mu nawet odtwarzacze bez możliwości skreczowania.

### Gramofon

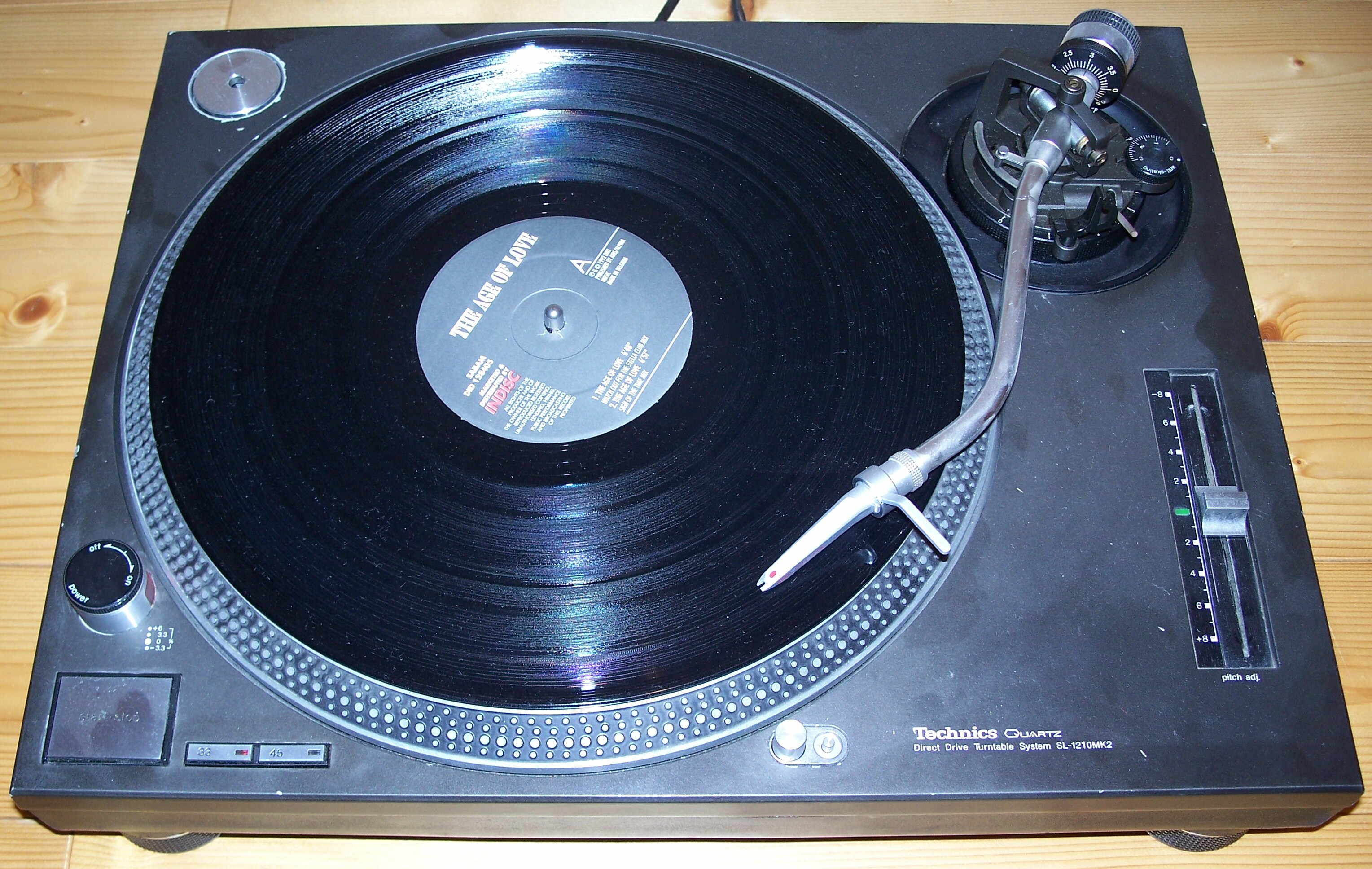
Legendarny gramofon Technics SL-1210 MK2 z napędem bezpośrednim

Gramofon DJ-ski posiada suwak Pitch służący do płynnego przyspieszania bądź zwalniania obrotów talerza, na którym umieszcza się płytę winylową, płynnie regulując w ten sposób prędkość odtwarzanego utworu. Wyróżnia się gramofony z napędem bezpośrednim i paskowym.
Wyższe modele gramofonów didżejskich mogą także posiadać funkcję zachowania jednakowej tonacji utworu (tzw. „beat lock”, ew. „master tempo”), gdy ulega zmianie prędkość odtwarzania. Wybrane modele gramofonów posiadają złącze USB do zgrywania ścieżki dźwiękowej z płyt winylowych do plików cyfrowych.

### Odtwarzacz CD

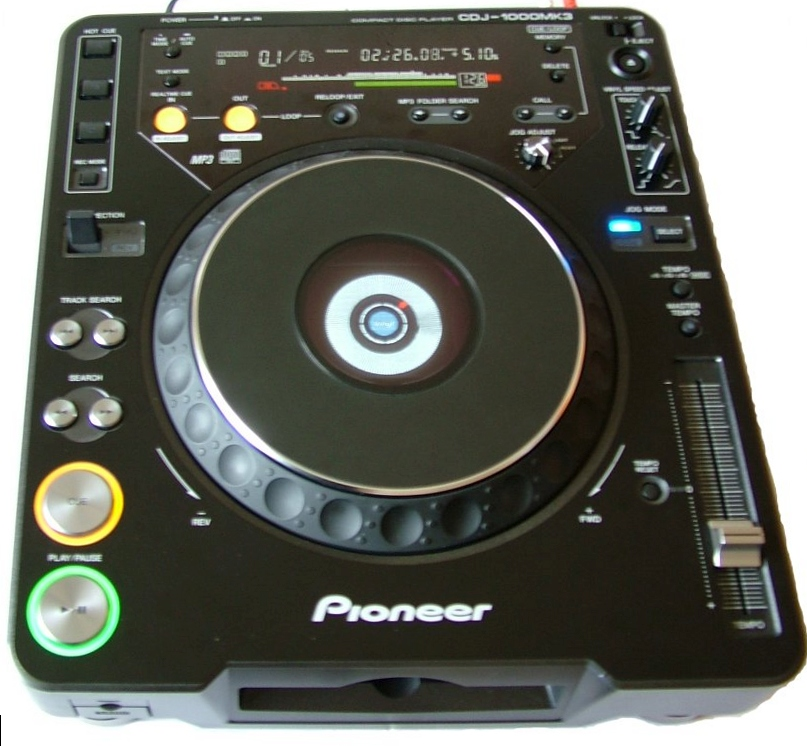
Pioneer CDJ-1000 MK3 - specjalny odtwarzacz CD i MP3 przeznaczony dla DJ-ów

Najprostsze odtwarzacze CD dla DJ-ów posiadają obowiązkowo regulację Pitch oraz przyciski PLAY i CUE. Ulepszone modele odtwarzaczy CD oferują zapętlanie fragmentu utworu (funkcja loop), możliwość ustawienia i błyskawicznego przywoływania kilku punktów w obrębie utworu lub całej płyty (funkcja Hot start, znana też jako Hot cue), przedstawienie graficznego obrazu struktury utworu (Waveform display), automatyczny licznik tempa utworu (ang. BPM – beats per minute – uderzenia na minutę), czułą na dotyk tarczę JOG lub talerz napędzany silnikiem, jak w gramofonie (mają one na celu umożliwienie skreczowania jak płytą winylową). Nowsze odtwarzacze CD potrafią odczytywać pliki MP3 na płytach CD.

### Odtwarzacz plików z pamięci masowej
Na rynku są również odtwarzacze DJ-skie, które potrafią odtwarzać muzykę z pamięci masowych podłączanych przez złącze USB lub przez slot kart pamięci, albo też z wbudowanych wewnątrz dysków twardych. Część z takich odtwarzaczy posiada też czytnik CD lub DVD do odczytu plików także z tych nośników.

### Mikser
Zadania miksera DJ-a:
- przyjęcie i kontrola nad sygnałami audio docierającymi do miksera z różnych źródeł (gramofonów, odtwarzaczy, mikrofonu, komputera etc.), a następnie wyprowadzenie jednego, przetworzonego sygnału na złącze wyjściowe;
- możliwość odsłuchu na słuchawkach sygnałów, które nie są transmitowane na złącze wyjściowe miksera;
- wprowadzenie rozmaitych efektów dźwiękowych;
- możliwość płynnej regulacji głośności niezależnie od odtwarzanego źródła dźwięku.

Mikser jest wyposażony w złącza wejściowe i wyjściowe, za pomocą których można podłączyć źródła sygnału elektroakustycznego, wzmacniacze i zestawy głośnikowe. Niektóre miksery posiadają funkcję fader start, która pozwala sterować odtwarzaczami CD przez suwaki miksera.

### Słuchawki
Dzięki słuchawkom DJ może odsłuchać i odpowiednio przygotować utwór, zanim publiczność go usłyszy z głośników (podczas odtwarzania poprzedniego utworu). Ze względu na to, że podczas występu z głośników płynie bardzo głośna muzyka, słuchawki DJ-skie powinny dobrze izolować (tłumić dźwięki z zewnątrz). Zatem słuchawki DJ-skie to słuchawki typu zamkniętego, które także powinny charakteryzować się możliwością przyjęcia stosunkowo dużej mocy i zapewnić wyraźny dźwięk, a także powinny być wytrzymałe. Bardzo często jest też możliwość odchylania lewej i prawej czaszy słuchawek, ponieważ DJ-e czasem zakładają słuchawki tylko na jedno ucho. W tym celu, niektóre słuchawki, są wyposażone w przełącznik MONO/STEREO, który może okazać się przydatny do wymuszenia jednakowego dźwięku w obydwu czaszach słuchawek.

### Komputer i oprogramowanie do miksowania dźwięku

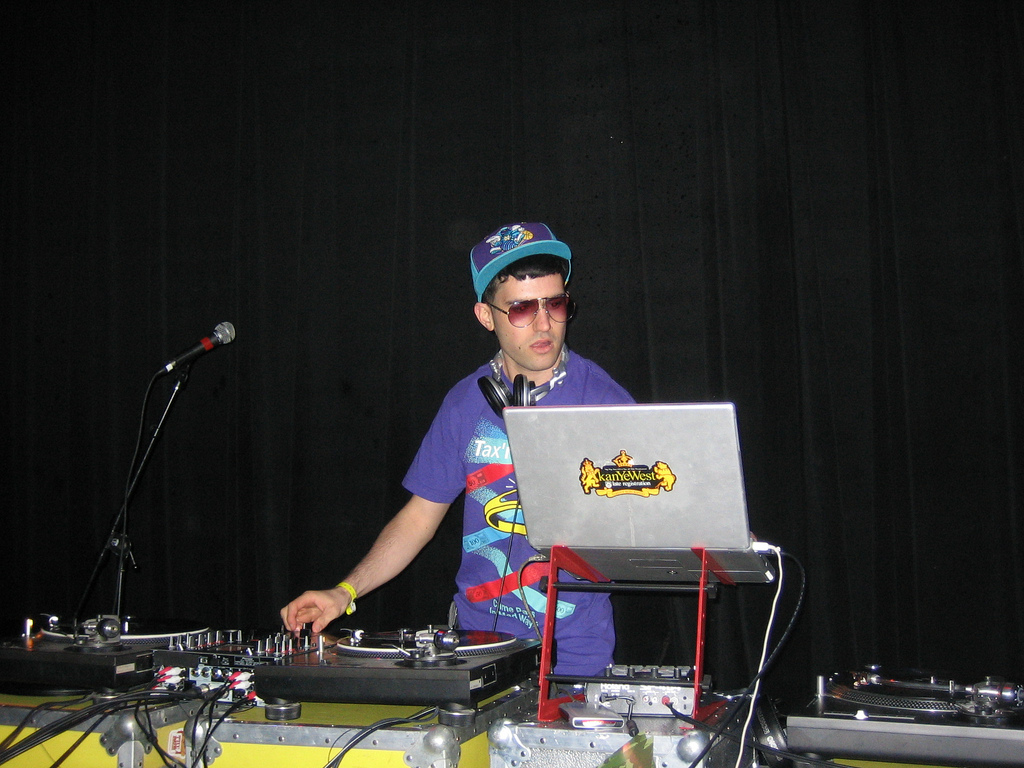
DJ wykorzystujący gramofony i komputer

Programy mogą współpracować z kontrolerami (kontroler steruje programem) lub mogą wykorzystywać specjalne systemy umożliwiające użycie prawdziwego gramofonu i płyty winylowej (specjalnej, z kodem czasowym) oraz prawdziwego odtwarzacza CD (specjalnej płyty z kodem czasowym) do sterowania programem obecnym w komputerze.

## Nośniki muzyki DJ-a

### Płyta winylowa

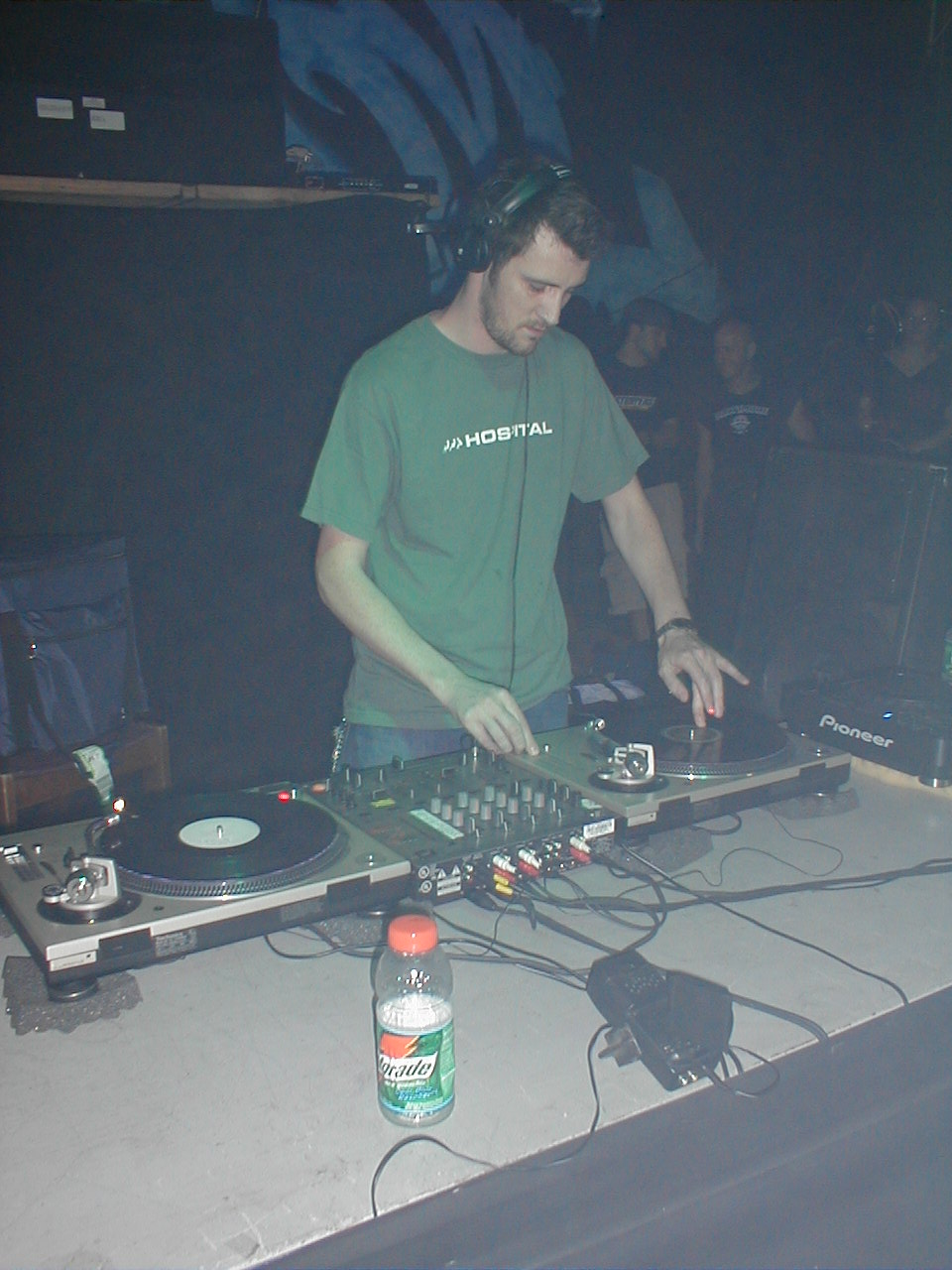
DJ za gramofonami i mikserem

Często z pracą didżeja związana jest płyta winylowa. Dźwięk uzyskany dzięki jej wykorzystaniu jest w opinii wielu lepszy niż dźwięk z nośników cyfrowych. Płyta winylowa jest wygodna, ponieważ można błyskawicznie przestawić igłę w pożądane miejsce na płycie, a nawet dzięki rowkom zauważyć na płycie momenty cichsze i głośniejsze.

#### Wady płyty winylowej
- duża masa i zajmowana powierzchnia w stosunku do ilości magazynowanego dźwięku;
- utrata jakości dźwięku wraz z pojawieniem się rys oraz w miarę wielokrotnego odtwarzania;
- często brak możliwości uzyskania płyty winylowej z pożądanym utworem muzycznym;
- stosunkowo wysoki koszt płyt winylowych;
- stosunkowo duża podatność na przeskakiwanie igły do innego rowka na płycie pod wpływem wstrząsu lub rysy.

### Płyta CD
Już w latach 90. płyta kompaktowa stała się stosunkowo łatwa do wykorzystania przez DJ-ów klubowych – to za sprawą odpowiednich dla DJ-ów odtwarzaczy płyt CD.

#### Zalety
- mała masa;
- duża wytrzymałość;
- brak pogarszania się jakości dźwięku w miarę używania CD;
- możliwość nagrywania płyt CD na domowych nagrywarkach;
- mała podatność na przeskakiwanie dźwięku;
- błyskawiczny powrót do wyznaczonego punktu w utworze (punkt CUE);
- możliwość zapętlania fragmentu utworu.

#### Wady
- mniejsza możliwość manipulacji dźwiękiem (szczególnie odczuwalna niedogodność w przypadku skreczowania);
- brak możliwości wizualnej obserwacji spektrum utworu (wyjątkiem są niektóre drogie odtwarzacze CD, które to wyświetlają graficzną reprezentację poziomu głośności na odcinku całego utworu).

### Pamięć masowa i pliki cyfrowe
Technologia pozwoliła na uniknięcie konieczności transportowania ze sobą obszernego objętościowo zestawu płyt winylowych czy płyt CD. Już w połowie pierwszej dekady XXI wieku DJ-e zaczęli wykorzystywać komputery oraz pamięć masową (dyski twarde i pamięci flash) w swoich występach przed publicznością. Ten sposób magazynowania dźwięku przez DJ-ów staje się nieustannie coraz popularniejszy. Muzyka w plikach cyfrowych jest przechowywana najczęściej w formatach MP3 (format stratny) i WAV.

#### Zalety
- praktycznie całkowita eliminacja przeskakiwania utworów;
- szybki odczyt i dostęp do określonego fragmentu;
- zmniejszenie fizycznej wielkości nośnika muzyki;
- pliki posiadają nie tylko nazwy, ale także metadane mówiące o tytule utworu, wykonawcy, albumie, roku wydania itd.; dzięki temu możliwe jest tworzenie bazy danych o utworach i sortowanie, przeglądanie według tych kryteriów;
- możliwość wcześniejszej analizy plików dźwiękowych przez oprogramowanie muzyczne w celu np. detekcji tempa, a następnie zapisania wartości tego tempa w metadanych tych plików dźwiękowych.

Wyróżnia się dwie technologie odtwarzania dźwięku z pamięci masowej:
- dźwięk jest odtwarzany przez komputer (oprogramowanie komputera), natomiast DJ wydaje polecenia komputerowi poprzez kontroler;
- dźwięk jest odtwarzany przez sam niezależny od komputera odtwarzacz DJ-ski (specjalistyczny, z wejściem USB), ale jest odczytywany z pamięci masowej.